# 移調楽器

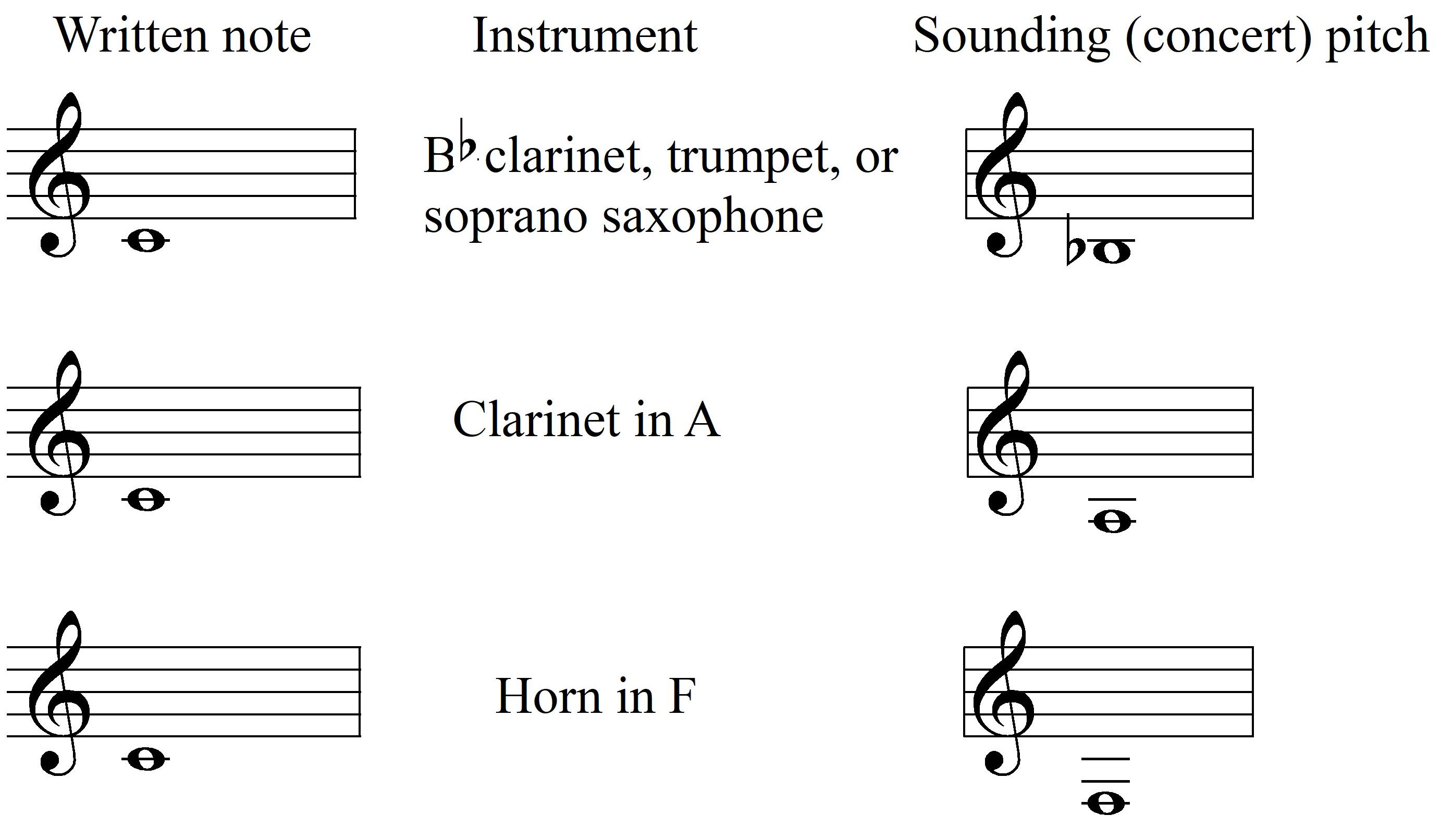
移調楽器の記譜上の音（左）と実際に出る音（右）。上から変ロ調小クラリネット・トランペット・ソプラノサクソフォーン、A管クラリネット、F管ホルン

移調楽器（いちょうがっき）とは、ある楽器で楽譜に従って音を出したとき、記譜上と異なる高さの音が出るような楽器のことを言う。移調楽器とは楽器そのものの性質ではなく、ある種の楽器群では予め移調して楽譜を書くという記譜上の慣例によって生じた呼び名である。

## 概要
移調楽器は、管楽器に多く見られる。管楽器では、同じ基本構造を持った異なる管長の楽器が存在し、それらは同じ指使いで違う高さの音を出す。それらは演奏法も近似しているため、ひとりの奏者が異なる管長の楽器を演奏することができる。この場合、音の高さが楽器によって違っても、同じ指使いには同じ音符をあてる方が、奏者の負担を軽減できる。このため、楽譜をそれぞれの楽器の指使いに固定し、楽譜を書くときに高さを調整（移調）して書き表すようにしたのである。
たとえばオーボエは実音で記譜するので、移調楽器ではない。しかし、コーラングレ（イングリッシュホルン）は、オーボエの同属楽器であってオーボエ奏者が演奏するが、オーボエのハ（C、ド）の指使いで音を鳴らすと、実音で完全5度低いヘ（F、ファ）の音が出る。それならば、この音はハ（C、ド）と記譜した方が、奏者は演奏しやすい。こうして、コーラングレは、ヘ（F、ファ）の音を楽譜上はハ（C、ド）として扱うのである。これを、「コーラングレは移調楽器である」というのである。
楽譜上のハ（C、ド）の音の表記に対応する実音によって、移調楽器の種類を呼び表す。たとえば、上記のコーラングレは、楽譜上のハ（C、ド）の音が、ピアノのヘ（F、ファ）の音に一致するので、これをヘ調の楽器（ヘちょうのがっき）あるいはF調の楽器という（管楽器では単にF管と呼ぶことも多い）。楽譜上のハ（C、ド）の音がピアノの変ロ（B♭、シ♭）にあたるクラリネットならば、変ロの楽器、B♭クラリネットという。
楽譜には必要に応じて、「Clarinets I, II in B♭」（英語）、「Clarinetti I, II in Si♭」（イタリア語）、「Klarinetten I, II in B」（ドイツ語）のように、楽器名に添えて、それが何調の楽器用なのかも書く。これは、2本の変ロ調のクラリネット用（第1クラリネットおよび第2クラリネット用）の楽譜であることを示す。同じ意味で「1st & 2nd B♭ Clarinets」（英語）と書かれることもある。しかし、コーラングレの場合はヘ調の楽器しかないので、わざわざ「English Horn in F」（英語）と書かれることはあまりない。
このように楽器名とその調子を明記した上で、変ロ調のクラリネットは実音が記譜音より長2度低いので、楽譜は長2度高く記譜し、コーラングレは実音が記譜音よりも完全5度低いので、楽譜は完全5度高く書き表すのである。
移調楽器という名称は、その楽器用の楽譜を作る際に、実音から移調する必要があるためにこう呼ばれるだけであって、たとえば「F調の楽器」であっても「F調の曲しか演奏できない」という意味ではない。

### 移高楽器
移高楽器（いこうがっき）とは、移調楽器の中で、特にオクターヴ単位で移調して表される楽器をいう。ピッコロ、チェレスタ、グロッケンシュピール、コントラバスなどがこれに当たる。

### ハ調の移調楽器
ハ調でも移調楽器と呼ばれるものがある。通常のソプラノリコーダーやピッコロは、楽譜上の音よりも実際に出る音がちょうど1オクターヴ高いので、（楽譜が「移調」するわけではないが）移調楽器に分類され、上記の「移高楽器」の一種である。

### 特殊な移調楽器
弦楽器の場合には、弦によって調弦を変化させることが可能である。たとえば4弦の内3弦を高く、1本を普通にすることができる。このようなときには、高く調弦された弦を演奏するときと、そうでないときとで、記譜の調を変えることが行われる。こうすることで、演奏者は普段と同じ指使いで演奏することができるのである。
例：コントラバス
シューベルト『アルペジョーネソナタ』のコントラバス編曲版（上3弦をソロチューニングに、下1弦をオーケストラチューニングにする）
例：ヴァイオリン
マーラー『交響曲第4番』第2楽章のソロヴァイオリンは、全ての弦を全音（長二度）高くチューニングして演奏される。

## 実音で記譜される楽器
フルート（コンサート・フルート）は、足部管により最低音がC4のものとB3のものがあり、それぞれC管、H管と呼ばれるが、いずれも実音で記譜される。同様に、フラウト・トラヴェルソも最低音がD4なのでD管と呼ばれるが、実音で記譜される。
構造的に移調楽器としての要件を備えている楽器であっても、一般に実音で記譜することが慣例となっている楽器もある。トロンボーンやユーフォニアム、チューバなどの、低音部を受け持つ金管楽器等、F管のリコーダー（アルトリコーダー等）がこれに該当する。これらの中には、過去に移調楽器として扱われたことのある楽器や、現在でも場合によって移調楽器として扱われる楽器もある。

## 移調楽器として扱わない記譜
プロコフィエフのように、一般的には移調楽器とされている楽器のための楽譜も全て実音で表記する作曲家もある。新ウィーン楽派の楽曲や現代曲のように調性と縁の薄い音楽も全て実音で記譜することがある。

## 使われなくなった移調楽器のための楽譜に基づく演奏
金管楽器などでは、実際に書かれている調性の楽器を使わなくなった場合が多くある。たとえば、ホルンやトランペットは、バルブ装置が発明される前からの伝統のある楽器であり、自然倍音列のみしか出せない楽器である期間が長かった。
このような楽器の場合、曲によって必要な音が異なるため、演奏する曲にあわせて違う長さの楽器を使用することとなる。ホルンやトランペットは「クルーク」と呼ばれる管長調整部品を使用し、作曲家の要求に応じて調性を変更して演奏していた。
バルブ装置が発明され使われるようになってもしばらくの間、そのような楽譜の書き方の伝統が継続した。ワーグナーなどの作品に見られる、頻繁な楽譜の調性の変更は、バルブを「クルーク」のように扱って自然倍音の調性を表していた名残である。
バルブ装置が発明され、半音階が演奏できる楽器が十分に普及すると、おもに音響的見地からホルンはF管、トランペットは最初F管、後にB♭管のものが主流となった。マーラーなどの作品のin Fのトランペット譜は、現在ではB♭管、もしくはC管で演奏されるのが普通である。このような場合は、それぞれの移調された楽譜を演奏者がさらに移調しながら演奏するので、移調楽器の利点は得られない。
このような例は、木管楽器でも見られる。現在作製されなくなったバセットホルンを調性の異なる他の楽器で演奏するなどである。一方、C管のクラリネットのように、長く使われなかったためB♭管で代用されてきたものが、製作技術の向上により作られるようになって、徐々にC管が使われるようになっている例もある。

## 移調楽器の例
記音
楽譜上の音（＝記譜音）。
実音
実際に出る音。
○調
記音がCのときの実音が○である楽器。
| 楽器                                          | 調      | 実音は記音より                                                                                    | 移調するとき 実音の楽譜から 調号を次のように 変える |
| --------------------------------------------- | ------- | ------------------------------------------------------------------------------------------------- | --------------------------------------------------- |
| グロッケンシュピール                          | C       | 2オクターヴ高い                                                                                   | -                                                   |
| アンティークシンバル                          | C       | 2オクターヴ高い                                                                                   | -                                                   |
| ピッコロ                                      | D♭      | 1オクターヴと短2度高い                                                                            | 5♯                                                  |
| ピッコロ                                      | C       | 1オクターヴ高い                                                                                   | -                                                   |
| シロフォン                                    | C       | 1オクターヴ高い                                                                                   | -                                                   |
| チェレスタ                                    | C       | 1オクターヴ高い                                                                                   | -                                                   |
| ハンドベル                                    | C       | 1オクターヴ高い                                                                                   | -                                                   |
| ピッコロトランペット                          | C       | 1オクターヴ高い                                                                                   | -                                                   |
| ピッコロトランペット                          | B♭      | 短7度高い                                                                                         | 2♯                                                  |
| ピッコロトランペット                          | A       | 長6度高い                                                                                         | 3♭                                                  |
| ソプラニッシモサクソフォン                    | B♭      | 短7度高い                                                                                         | 2♯                                                  |
| 小クラリネット(Esクラリネット/Asクラリネット) | A♭      | 短6度高い                                                                                         | 4♯                                                  |
| 小クラリネット(Esクラリネット/Asクラリネット) | E♭      | 短3度高い                                                                                         | 3♯                                                  |
| ソプラニーノサクソフォン                      | E♭      | 短3度高い                                                                                         | 3♯                                                  |
| コルネット                                    | E♭      | 短3度高い                                                                                         | 3♯                                                  |
| コルネット                                    | B♭      | 長2度低い                                                                                         | 2♯                                                  |
| コルネット                                    | A       | 短3度低い                                                                                         | 3♭                                                  |
| コルネット                                    | G       | 完全4度低い                                                                                       | 1♭                                                  |
| トランペット                                  | A♭      | 短6度高い                                                                                         | 4♯                                                  |
| トランペット                                  | G       | 完全5度高い                                                                                       | 1♭                                                  |
| トランペット                                  | G♭      | 減5度高い                                                                                         | 6♯                                                  |
| トランペット                                  | F       | 完全4度高い                                                                                       | 1♯                                                  |
| トランペット                                  | E       | 長3度高い                                                                                         | 4♭                                                  |
| トランペット                                  | E♭      | 短3度高い                                                                                         | 3♯                                                  |
| トランペット                                  | D       | 長2度高い                                                                                         | 2♭                                                  |
| トランペット                                  | D♭      | 短2度高い                                                                                         | 5♯                                                  |
| トランペット                                  | C       | -                                                                                                 | -                                                   |
| トランペット                                  | B       | 短2度低い                                                                                         | 5♭                                                  |
| トランペット                                  | B♭      | 長2度低い                                                                                         | 2♯                                                  |
| トランペット                                  | A       | 短3度低い                                                                                         | 3♭                                                  |
| フリューゲルホルン                            | B♭      | 長2度低い                                                                                         | 2♯                                                  |
| ソプラノサクソフォン                          | B♭      | 長2度低い                                                                                         | 2♯                                                  |
| クラリネット                                  | C       | -                                                                                                 | -                                                   |
| クラリネット                                  | B♭      | 長2度低い                                                                                         | 2♯                                                  |
| クラリネット                                  | A       | 短3度低い                                                                                         | 3♭                                                  |
| ホルン                                        | High C  | - 古い楽譜の場合ヘ音記号の時は1オクターヴ高い                                                     | -                                                   |
| ホルン                                        | High B  | 短2度低い 古い楽譜の場合ヘ音記号の時は長7度高い                                                   | 5♭                                                  |
| ホルン                                        | High B♭ | 長2度低い 古い楽譜の場合ヘ音記号の時は短7度高い                                                   | 2♯                                                  |
| ホルン                                        | High A  | 短3度低い 古い楽譜の場合ヘ音記号の時は長6度高い                                                   | 3♭                                                  |
| ホルン                                        | High A♭ | 長3度低い 古い楽譜の場合ヘ音記号の時は短6度高い                                                   | 4♯                                                  |
| ホルン                                        | G       | 完全4度低い 古い楽譜の場合ヘ音記号の時は完全5度高い                                               | 1♭                                                  |
| ホルン                                        | G♭      | 増4度低い 古い楽譜の場合ヘ音記号の時は減5度高い                                                   | 6♯                                                  |
| ホルン                                        | F       | 完全5度低い 古い楽譜の場合ヘ音記号の時は完全4度高い                                               | 1♯                                                  |
| ホルン                                        | E       | 短6度低い 古い楽譜の場合ヘ音記号の時は長3度高い                                                   | 4♭                                                  |
| ホルン                                        | E♭      | 長6度低い 古い楽譜の場合ヘ音記号の時は短3度高い                                                   | 3♯                                                  |
| ホルン                                        | D       | 短7度低い 古い楽譜の場合ヘ音記号の時は長2度高い                                                   | 2♭                                                  |
| ホルン                                        | D♭      | 長7度低い 古い楽譜の場合ヘ音記号の時は短2度高い                                                   | 5♯                                                  |
| ホルン                                        | Low C   | 1オクターヴ低い 古い楽譜の場合ヘ音記号の時は変わらない                                            | -                                                   |
| ホルン                                        | Low B   | 1オクターヴと短2度低い 古い楽譜の場合ヘ音記号の時は短2度低い                                      | 5♭                                                  |
| ホルン                                        | Low B♭  | 1オクターヴと長2度低い 古い楽譜の場合ヘ音記号の時は長2度低い                                      | 2♯                                                  |
| ホルン                                        | Low A   | 1オクターヴと短3度低い 古い楽譜の場合ヘ音記号の時は短3度低い                                      | 3♭                                                  |
| ホルン                                        | Low A♭  | 1オクターヴと長3度低い 古い楽譜の場合ヘ音記号の時は長3度低い                                      | 4♯                                                  |
| オーボエダモーレ                              | A       | 短3度低い                                                                                         | 3♭                                                  |
| アルトフルート                                | G       | 完全4度低い                                                                                       | 1♭                                                  |
| イングリッシュホルン                          | F       | 完全5度低い                                                                                       | 1♯                                                  |
| アルトクラリネット                            | E♭      | 長6度低い                                                                                         | 3♯                                                  |
| アルトサクソフォン                            | E♭      | 長6度低い                                                                                         | 3♯                                                  |
| コントラバス（ソロチューニング）              | D       | 短7度低い                                                                                         | 2♭                                                  |
| ギター                                        | C       | 1オクターヴ低い                                                                                   | -                                                   |
| バンジョー                                    | C       | 1オクターヴ低い                                                                                   | -                                                   |
| バスフルート                                  | C       | 1オクターヴ低い                                                                                   | -                                                   |
| バスフルート                                  | G       | 1オクターヴと完全4度低い                                                                          | 1♭                                                  |
| バスフルート                                  | F       | 1オクターヴと完全5度低い                                                                          | 1♯                                                  |
| バリトンオーボエ                              | C       | 1オクターヴ低い                                                                                   | -                                                   |
| コントラファゴット                            | C       | 1オクターヴ低い                                                                                   | -                                                   |
| コントラバス （オーケストラチューニング）     | C       | 1オクターヴ低い                                                                                   | -                                                   |
| テナーサクソフォン                            | B♭      | 1オクターヴと長2度低い                                                                            | 2♯                                                  |
| トロンボーン                                  | B♭      | 1オクターヴと長2度低い たいていはヘ音記号の実音表記だが、 まれにin B♭の移調表記で書くことがある。 | 2♯                                                  |
| ユーフォニアム                                | B♭      | 1オクターヴと長2度低い たいていはヘ音記号の実音表記だが、 まれにin B♭の移調表記で書くことがある。 | 2♯                                                  |
| バスクラリネット                              | B♭      | 1オクターヴと長2度低い ヘ音記号のときは長2度低い                                                  | 2♯                                                  |
| コントラアルトクラリネット                    | E♭      | 1オクターヴと長6度低い                                                                            | 3♯                                                  |
| バリトンサクソフォン                          | E♭      | 1オクターヴと長6度低い                                                                            | 3♯                                                  |
| オクトバス                                    | C       | 2オクターヴ低い                                                                                   | -                                                   |
| コントラバスフルート                          | C       | 2オクターヴ低い                                                                                   | -                                                   |
| コントラバスクラリネット                      | B♭      | 2オクターヴと長2度低い                                                                            | 2♯                                                  |
| バスサクソフォン                              | B♭      | 2オクターヴと長2度低い                                                                            | 2♯                                                  |
| チューバ                                      | E♭      | 1オクターヴと長6度低い たいていはヘ音記号の実音表記だが、 まれにin E♭の移調表記で書くことがある。 | 3♯                                                  |
| チューバ                                      | B♭      | 2オクターヴと長2度低い たいていはヘ音記号の実音表記だが、 まれにin B♭の移調表記で書くことがある。 | 2♯                                                  |
| サブコントラバスフルート                      | G       | 2オクターヴと完全4度低い                                                                          | 1♭                                                  |
| サブコントラバスフルート                      | F       | 2オクターヴと完全5度低い                                                                          | 1♯                                                  |
| オクトコントラアルトクラリネット              | E♭      | 2オクターヴと長6度低い                                                                            | 3♯                                                  |
| コントラバスサクソフォン                      | E♭      | 2オクターヴと長6度低い                                                                            | 3♯                                                  |
| ダブルコントラバスフルート                    | C       | 3オクターヴ低い                                                                                   | -                                                   |
| オクトコントラバスクラリネット                | B♭      | 3オクターヴと長2度低い                                                                            | 2♯                                                  |
| サブコントラバスサクソフォン                  | B♭      | 3オクターヴと長2度低い                                                                            | 2♯                                                  |

- チェロは移調楽器でないが、かつてはト音記号で書かれるときに1オクターヴ低い音が出る記譜がされていた。20世紀以降ではト音記号でもオーボエのように実音で書かれる。
- 声楽では男声がト音記号で書かれるとき1オクターヴ低い声が出る。しばしばト音記号の下に8と書いてオクターヴ下げる指示とする。あるいは、ト音記号を二つ並べて記して1オクターヴ低い声を指示することもあり、男声部だけでなく女声部のアルトにも用いられる。
- リコーダーについては、リコーダー#種類を参照。

この表の「移調するとき」の欄で「2♯」とは「♯を2つ増やすか、♭を2つ減らすか、♯を1つ増やして♭を1つ減らす」の意味である。